# San Benito (distrito)
San Benito é um distrito do Peru, departamento de Cajamarca, localizada na província de Contumazá.

## Transporte
O distrito de San Benito é servido pela seguinte rodovia:
- CA-101, que liga o distrito à cidade de Contumazá[1][2][3]